# روبو (فیلم ۲۰۱۹)
روبو (روسی: Робо) یک فیلم سینمایی روسی محصول سال ۲۰۱۹ در سبک ماجراجویی کودکان به کارگردانی ساریک آندرئاسیان که در مورد دوستی یک پسربچه و یک به آدم آهنی است. این فیلم در ۳۱ اکتبر ۲۰۱۹ توسط شرکت همکاری مرکزی منتشر شد.

## خلاصهٔ داستان
داستان این فیلم درمورد پسر بچه ۱۲ ساله ای به اسم «میتیا» است که آرزو دارد در آینده نویسنده و طراح کتاب‌های کمیک ابرقهرمانی شود اما والدینش که متخصصین روبات ساز هستند، مایل اند که او نیز قدم در راه آن‌ها بگذارد. میتیا با یکی از ربات‌های ساخته شده توسط پدر و مادرش دوست می‌شود.